# Borowiki (Rafałówka)
Borowiki – kolonia wsi Rafałówka w Polsce, położona w województwie podlaskim, w powiecie białostockim, w gminie Zabłudów.
W latach 1975–1998 Borowiki należały administracyjnie do województwa białostockiego.
Wierni kościoła rzymskokatolickiego należą do parafii św. Apostołów Piotra i Pawła w Zabłudowie.